# Гендлин, Владимир Ильич
Влади́мир Ильи́ч (Иольевич) Ге́ндлин (26 мая 1936, Москва — 5 апреля 2021, там же) — российский спортивный комментатор, журналист, основоположник трансляций профессионального бокса на российском телевидении, эксперт по боксу. Мастер спорта СССР. Двукратный лауреат национального телевизионного конкурса «ТЭФИ».

## Биография
Владимир Ильич Гендлин родился 26 мая 1936 года в Москве. Поступил на математический факультет Саратовского университета, однако на 4-м курсе решил прекратить учёбу. Мастер спорта по боксу. На любительском ринге провёл 51 бой (50 побед, 1 поражение). После завершения выступлений работал детским тренером на олимпийской базе в Кисловодске. Был президентом клуба «Ред Старз». Затем — генеральным менеджером Союза боксёров России. Трудился журналистом в разных журналах, на телевидении в Волгограде и Пятигорске.
Дебютировал в качестве комментатора бокса 16 июля 1993 года: в тот день Гендлин был причастен к организации первого в российской истории чемпионского поединка между обладателем титула IBF в первом тяжёлом весе Альфредом Коулом и Гленом Маккрори. Производством телетрансляции занималась студия Владимира Маслаченко «Спорт + Спорт», он же должен был стать и её комментатором. Но Маслаченко сразу же признался Гендлину, что он очень плохо разбирается в нюансах профессионального бокса, и предложил ему отработать поединок совместно. После чего был приглашён на постоянную работу на телевидение.
В начале 1990-х годов Гендлин создал на телеканале НТВ передачу о боксе «Большой ринг». В 1995 году на съезде World Boxing Union она была признана лучшей программой о боксе. С 1996 по 2015 год регулярный показ программы осуществлялся на канале «НТВ-Плюс Спорт».
С 1994 по 2016 год Гендлин являлся главным комментатором бокса на НТВ (1994—2006), «НТВ-Плюс» (1996—2015) и «Первом канале» (1995—2016). Снял документальные фильмы о Сергее Кобозеве, Сергее Артемьеве, Константине Цзю, Олеге Маскаеве и др. Также некоторое время работал на украинском телевидении: комментировал профессиональный бокс на канале 1+1.
1 июня 2014 года стал лауреатом II международной премии в области профессионального бокса «The Golden Gloves 2» и был награждён эксклюзивной золотой боксёрской перчаткой в номинации «Комментатор года».
В 2017 году, через некоторое время после расформирования спортивной редакции «НТВ-Плюс» в прежнем варианте и непродолжительного периода работы на «Первом канале», Гендлин по личной инициативе отошёл от постоянной комментаторской работы на телевидении. По информации спортивного комментатора Александра Беленького от февраля 2019 года, некоторое время Гендлин проживал в Финляндии.
В марте 2021 года Гендлин перенёс обширный инфаркт. Умер 5 апреля 2021 года в Москве. Причиной смерти стала пневмония, вызванная COVID-19.

## Семья
Двое детей. Старший сын, Владимир Гендлин-младший, также в прошлом занимался боксом, позже — обозреватель газет «Коммерсантъ-Daily» и «Коммерсант-Деньги», комментатор бокса. Младший — Дмитрий — был режиссёром программы «Большой ринг», погиб в апреле 2009 года.
Владимир Гендлин пользовался большим авторитетом как у ведущих спортивных изданий, так и у поклонников бокса в России и странах СНГ.
…директор дирекции спортивных программ ОАО «Первый канал» Николай Малышев… …рассказал, что комментировать бой Кличко — Чагаев будет Владимир Гендлин. «В настоящее время это лучший специалист, равных которому я не вижу, - отметил он. - Он одновременно и комментатор, и эксперт».

## Цитаты
О роли комментатора в телетрансляции:
Комментатор — это не акын: что увижу, о том и пою. Не люблю трескотню в эфире. Самая основная задача комментатора — не мешать смотреть. Если видишь, что надо что-то объяснить тем, кто смотрит, объясни и умолкни. Зрелище само за себя говорит.«ТВ Парк», «Владимир Гендлин: "Основная задача комментатора — объясни и умолкни"»
О выступлении Роя Джонса-младшего под российским флагом:
Для американцев Рой Джонс уже списан в тираж и особого интереса уже не вызывает. Не зря он подвизается здесь. <…> Сейчас непонятно, что устроил Владимир Хрюнов, что это будет за бой — какого статуса. Если этот бой будет никакой не чемпионский, [то] размахивание флагом — это затея глупая…Владимир Гендлин: «Флаги России на бое Роя Джонса – глупость»